# 波薩姆格雷普 (阿肯色州)
波薩姆格雷普（英語：Possum Grape）是位於美國阿肯色州傑克遜縣的一個非建制地區。該地的面積和人口皆未知。

## 地理
波薩姆格雷普的座標為35°28′33″N 91°24′40″W / 35.47583°N 91.41111°W，而該地的平均海拔高度為74米（即243英尺）。